# Ingela Andersson
Ingela Andersson (* 16. Juli 1991 in Sollefteå) ist eine ehemalige schwedische Biathletin.

## Werdegang
Ingela Andersson startet für K 4 IF aus Arvidsjaur. Sie nimmt seit 2008 an internationalen Biathlon-Wettbewerben teil. Ihre ersten Rennen lief sie im Rahmen der Junioren-Weltmeisterschaften des Jahres in Ruhpolding, wo sie 25. des Einzels, 31. des Sprints und 48. des Verfolgungsrennen wurde. Ein Jahr später belegte sie in Canmore die Ränge 18 im Einzel, neun mit der Staffel, 22. im Sprint und die Verfolgung beendete die Schwedin nicht. Beim Europäischen Olympischen Jugendfestival 2009 in Wisła gewann Andersson den Massenstart. Zum Auftakt der Saison 2009/10 nahm sie an ihren ersten Rennen im IBU-Cup teil und startete in Idre im IBU-Cup. Ihr erstes Rennen beendete sie als 58. eines Sprints. Höhepunkt der Saison wurden erneut die Biathlon-Juniorenweltmeisterschaften 2010 in Torsby. Andersson steigerte sich erneut und gewann nach einem zehnten Rang im Einzel im Sprint und der Verfolgung jeweils hinter Jelena Badanina und vor Monika Hojnisz die Silbermedaillen. Mit der schwedischen Staffel wurde sie zudem Siebte. Es folgte die Teilnahme an den Biathlon-Europameisterschaften 2010 in Otepää. In Einzel, Sprint und Verfolgung startete sie noch bei den Juniorinnen und belegte die Ränge sechs, 13 und 18. Das Staffelrennen bestritt sie gemeinsam mit den erfahrenen Biathletinnen Jenny Jonsson, Emelie Larsson und Elin Mattsson, die schwedische Mannschaft erreichte den sechsten Platz. Zur Saison 2010/11 gehört Andersson erstmals zum Nationalteam Schwedens. in Beitostølen gewann sie als 17. des Sprints erstmals Punkte im IBU-Cup. Bei den Biathlon-Juniorenweltmeisterschaften 2011 in Nové Město na Moravě gewann sie im Sprint die Bronzemedaille, wurde 13. der Verfolgung, 16. des Einzels und 14. im Staffelrennen. Zum Auftakt der Saison 2011/12 bestritt Andersson in Östersund ihr erstes Weltcuprennen und wurde 82. eines Sprints. Zu Beginn des Jahres 2012 verbesserte sie ihre Bestleistung bei einem weiteren Sprint in Oberhof auf Platz 58. Bei den Biathlon-Juniorenweltmeisterschaften 2012 in Kontiolahti lief sie nach Rang 12 im Einzel in der Verfolgung als 27. ins Ziel. Im Sprint erreichte Andersson den 13. Platz. In die neue Weltcup-Saison 2012/13 startete sie schwach mit einem 99. Platz in Östersund. Auch in den folgenden Rennen der Saison blieb sie ohne Weltcup-Punkte. Bei den Biathlon-Weltmeisterschaften 2013 in Nové Město na Moravě war Rang 50 in der Verfolgung ihr bestes Resultat.
In der Saison 2015/16 gelang es Andersson in Ruhpolding als 28. erstmals, die Punkteränge zu erreichen. Auch im Sprint von Presque Isle sicherte sie sich Punkte. Am Ende belegte sie Rang 59 im Gesamtweltcup. Zudem sicherte sie sich im Winter 2015/16 ihren ersten nationalen Meistertitel.
In der Saison 2021/2022 beendete Andersson ihre Karriere.

## Erfolge

### Weltcup-Platzierungen
Die Tabelle zeigt alle Platzierungen (je nach Austragungsjahr einschließlich Olympische Spiele und Weltmeisterschaften).
- 1.–3. Platz: Anzahl der Podiumsplatzierungen
- Top 10: Anzahl der Platzierungen unter den ersten zehn (einschließlich Podium)
- Punkteränge: Anzahl der Platzierungen innerhalb der Punkteränge (einschließlich Podium und Top 10)
- Starts: Anzahl gelaufener Rennen in der jeweiligen Disziplin
- Staffel: inklusive Mixed- und Single-Mixed-Staffeln

| Platzierung              | Einzel | Sprint | Verfolgung | Massenstart | Staffel | Gesamt |
| ------------------------ | ------ | ------ | ---------- | ----------- | ------- | ------ |
| 1. Platz                 |        |        |            |             |         |        |
| 2. Platz                 |        |        |            |             |         |        |
| 3. Platz                 |        |        |            |             |         |        |
| Top 10                   |        |        |            |             | 6       | 6      |
| Punkteränge              | 2      | 2      | 5          | 1           | 13      | 23     |
| Starts                   | 6      | 25     | 7          | 1           | 13      | 52     |
| Stand: 31. Dezember 2021 |        |        |            |             |         |        |

### Weltmeisterschaften
Ergebnisse bei Biathlon-Weltmeisterschaften
| Weltmeisterschaft | Weltmeisterschaft | Einzel | Sprint | Verfolgung | Massenstart | Staffel | Mixedstaffel | Single-Mixedstaffel |
| Jahr              | Ort               | Einzel | Sprint | Verfolgung | Massenstart | Staffel | Mixedstaffel | Single-Mixedstaffel |
| ----------------- | ----------------- | ------ | ------ | ---------- | ----------- | ------- | ------------ | ------------------- |
| 2013              | Nové Město        | 68.    | 59.    | 50.        | -           | 15.     | -            |                     |
| 2015              | Kontiolahti       | -      | DNS    | -          | -           | -       | -            |                     |
| 2016              | Oslo              | 32.    | 22.    | 32.        | 29.         | 10.     | -            |                     |